# شتل (آلمان)
شتل (به آلمانی: Stelle) یک منطقهٔ مسکونی در آلمان است که در هاربورگ واقع شده‌است. شتل ۱۰٬۹۸۴ نفر جمعیت دارد.

## خواهرخوانده
شهرهای Plouzané و Glenfield خواهرخوانده‌های شتل (آلمان) هستند.